# Beaulieu (Ardennes)
Pour les articles homonymes, voir Beaulieu.
Beaulieu est une commune associée de Neuville-lez-Beaulieu et une ancienne commune française, située dans le département des Ardennes en région Grand Est.
Elle fusionne avec la commune de La Neuville-aux-Tourneurs, le 1er janvier 1973, pour former la commune de Neuville-lez-Beaulieu.

## Géographie
La commune avait une superficie de 9,95 km2

## Histoire
Par arrêté préfectoral du 19 décembre 1972, la commune de Beaulieu est rattachée le 1er janvier 1973 à la commune de La Neuville-aux-Tourneurs sous la forme de fusion-association pour former la commune de Neuville-lez-Beaulieu.

## Administration

### Liste des maires
| Période                                  | Période | Identité | Étiquette | Qualité |
| ---------------------------------------- | ------- | -------- | --------- | ------- |
| Les données manquantes sont à compléter. |         |          |           |         |
|                                          |         |          |           |         |

### Liste des maires délégués
| Période                                  | Période | Identité          | Étiquette | Qualité |
| ---------------------------------------- | ------- | ----------------- | --------- | ------- |
| Les données manquantes sont à compléter. |         |                   |           |         |
| avant 2002                               | ?       | Jean-Louis Lekeux | DVD       |         |

## Démographie
| 1793 | 1800 | 1806 | 1821 | 1831 | 1836 | 1841 | 1846 | 1851 |
| ---- | ---- | ---- | ---- | ---- | ---- | ---- | ---- | ---- |
| lac. | 133  | 161  | 223  | 283  | 320  | 330  | 316  | 344  |

| 1856 | 1861 | 1866 | 1872 | 1876 | 1881 | 1886 | 1891 | 1896 |
| ---- | ---- | ---- | ---- | ---- | ---- | ---- | ---- | ---- |
| lac. | lac. | 284  | 265  | 237  | 235  | 220  | 195  | 208  |

| 1901 | 1906 | 1911 | 1921 | 1926 | 1931 | 1936 | 1946 | 1954 |
| ---- | ---- | ---- | ---- | ---- | ---- | ---- | ---- | ---- |
| 207  | 212  | 186  | 139  | 163  | 136  | 128  | 125  | 121  |

| 1962 | 1968 | 1975 | 1982 | 1990 | 1999 | 2008 | 2013 | - |
| ---- | ---- | ---- | ---- | ---- | ---- | ---- | ---- | - |
| 114  | 85   | -    | -    | 78   | 85   | 101  | 108  | - |

Histogramme

(élaboration graphique par Wikipédia)

## Culture locale et patrimoine

### Lieux et monuments

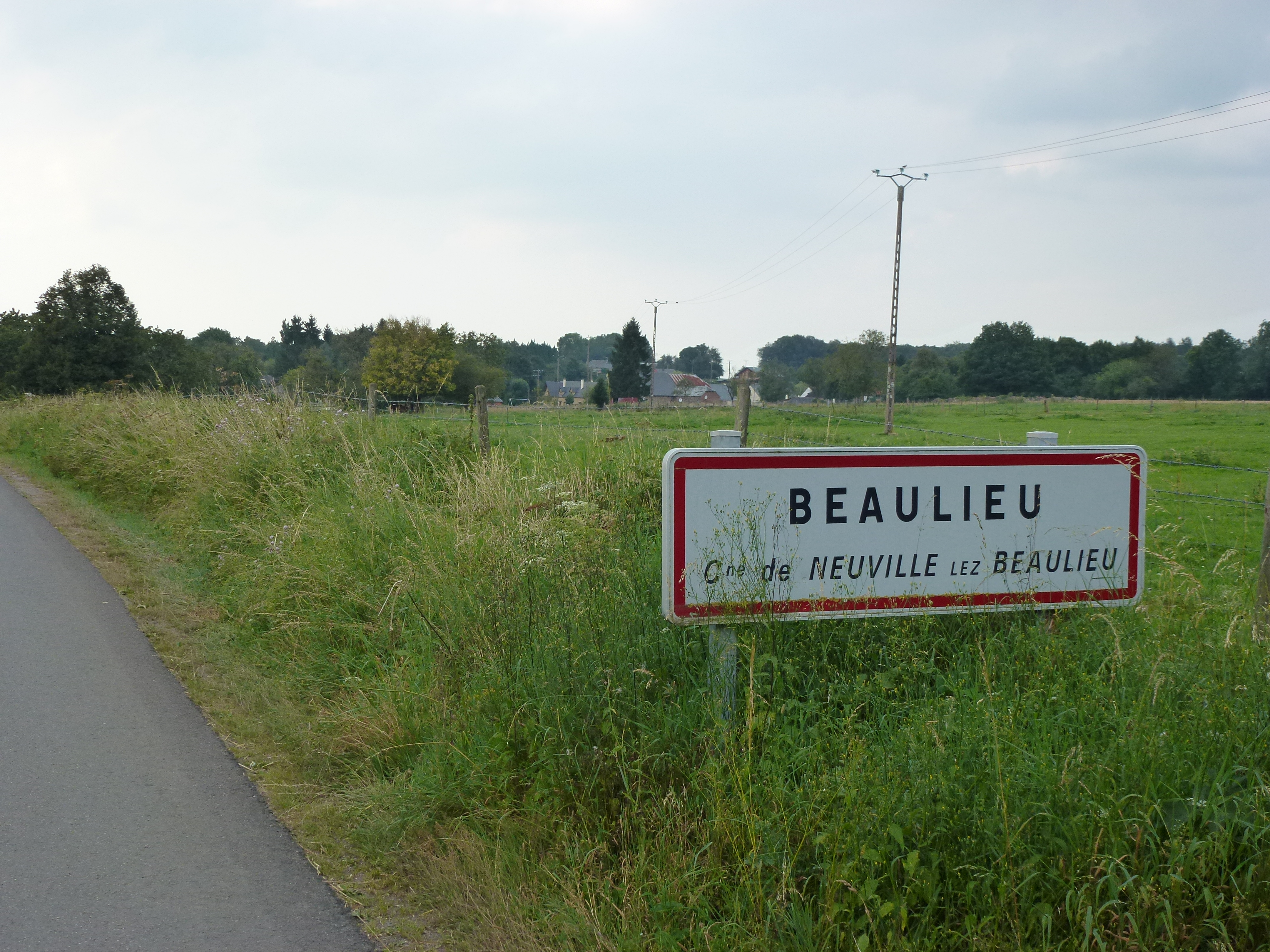
Entrée de Beaulieu
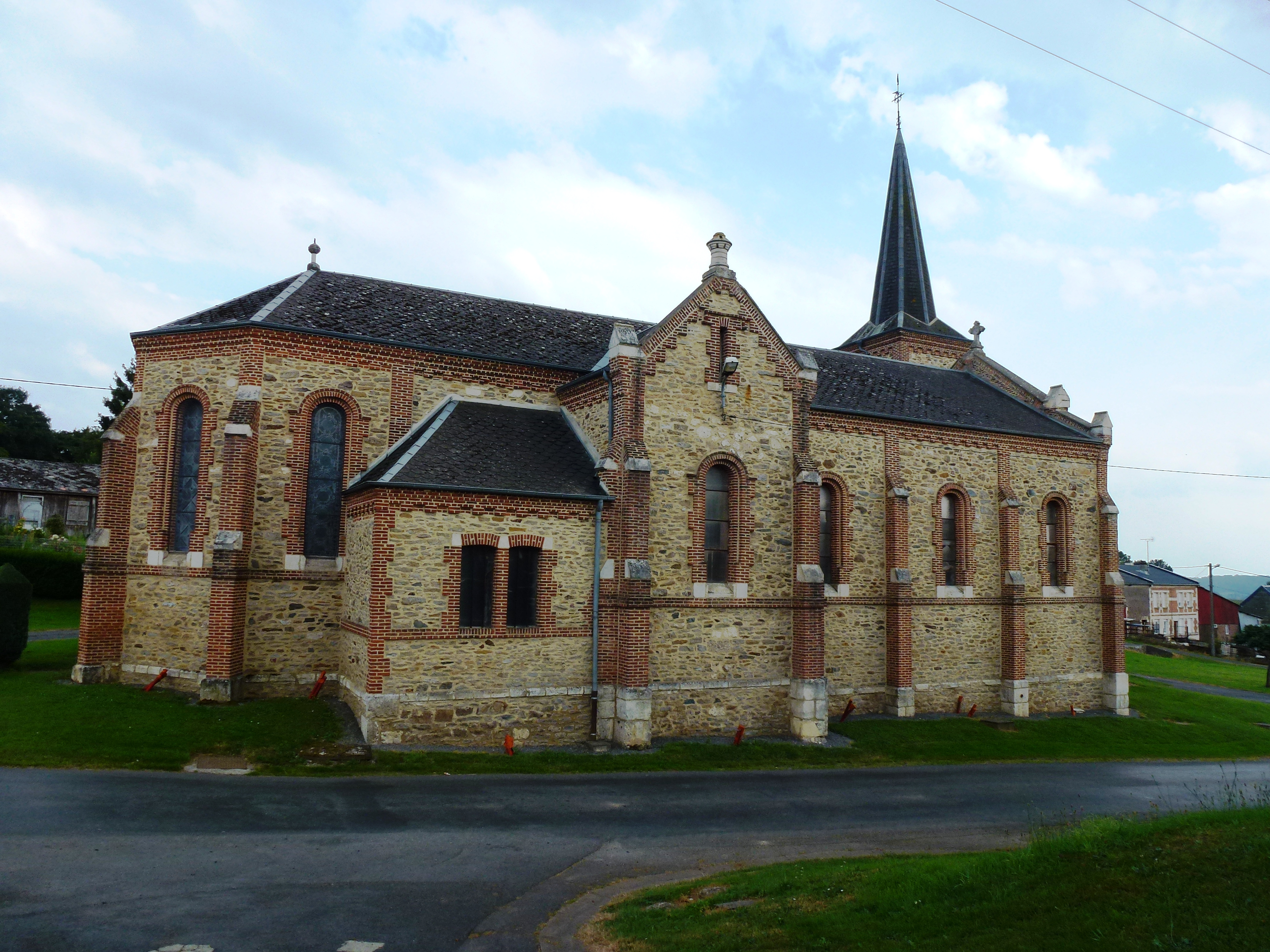
Église de Beaulieu
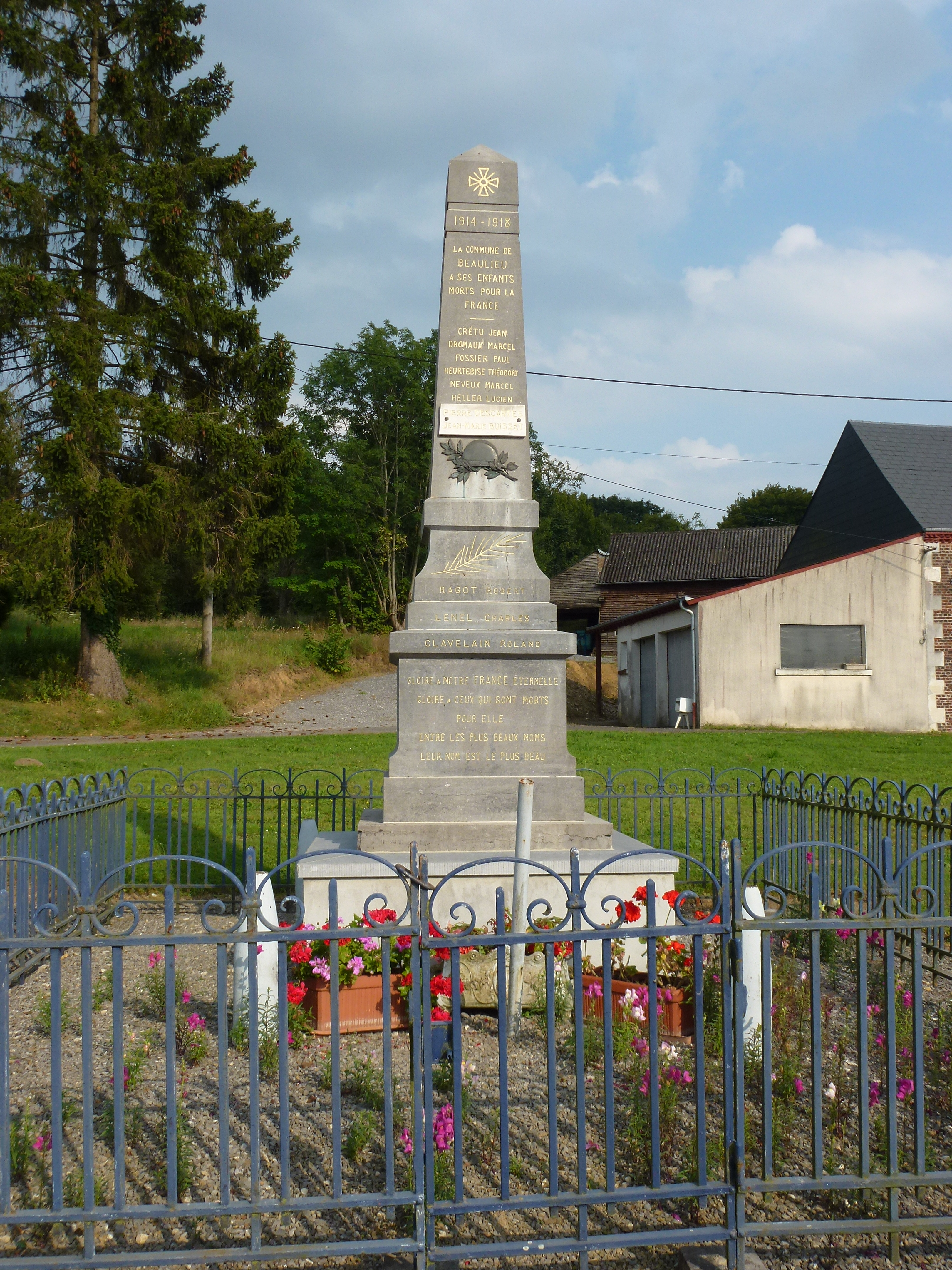
Monument aux morts de Beaulieu